# Бугаївська волость
Бугаївська волость — адміністративно-територіальна одиниця Ізюмського повіту Харківської губернії з центром у селі Бугаївка.
Станом на 1885 рік складалася з 6 поселень, 6 сільських громад. Населення — 5154 особи (2612 чоловічої статі та 2542 — жіночої), 799 дворових господарства.
|                     | Площа, десятин | У тому числі орної, дес. |
| ------------------- | -------------- | ------------------------ |
| Сільських громад    | 6757           | 3379                     |
| Приватної власності | 17874          | 4115                     |
| Казенної власності  | 414            | 414                      |
| Іншої власності     | 66             | 66                       |
| Загалом             | 25111          | 7974                     |

Основне поселення волості:
- Бугаївка — колишня власницька слобода при річці Сухий Ізюмець за 35 верст від повітового міста, 1920 осіб, 318 дворів, православна церква, школа, поштова станція, постоялий двір, 2 лавки, 2 ярмарки на рік: 25 березня та 26 вересня.
- Боголюбівка — колишнє власницьке село при річці Сухий Ізюмець, 649 осіб, 90 дворів
- Федорівка — колишнє власницьке село при річці Сухий Ізюмець, 815 осіб, 133 двори.
- Чистоводівка  — колишнє власницьке село при річці Сухий Ізюмець, 1187 осіб, 200 дворів, школа.